# Elena Apreleva
Elena Ivanovna Apréleva, nascida Blaramberg, (Orenburgo, 24 de fevereiro de 1846 - Belgrado, 4 de dezembro de 1923), também conhecida por seu pseudônimo E. Ardov, era uma escritora russa.

## Biografia

### Primeiros anos
Elena Blaramberg nasceu em Orenburg. Seu pai era Ivan Fyodorovich Blaramberg, um geodesista militar belga, que serviu como general no exército russo. Sua mãe Elena Pavlovna (grega), nascida Mavromikhali. Em 1854, seus pais mudaram Elena e seus dois irmãos de Orenburg para São Petersburgo. Lá, ela foi educada por tutores e passou no exame do governo necessário para se tornar professora.
Em 1870, Blaramberg compilou e editou o livro Games and Lessons for Children. Em 1871, junto com Yulian Simashko, começou a publicar e editar a revista Semya i Shkola. Depois tornou-se chefe da seção Literatura Infantil. Ela editou as 7 primeiras edições da revista e publicou lá seu Ocherki Sibiri (Esboços da Sibéria). Em 1872, Apréleva frequentou a Universidade de Genebra para se formar, pois o ensino superior foi negado às mulheres na Rússia. No entanto, ela nunca concluiu seus estudos devido a problemas de saúde.

### Carreira literária
Os trabalhos de Apreleva estavam principalmente preocupados com a sociedade e a pedagogia contemporâneas. Ela começou a publicar em 1868, principalmente em jornais históricos e educacionais. Em 1876, deixou a Rússia e se estabeleceu em Paris, onde, sob a orientação de Ivan Turgenev, concluiu Guilty without Guilt (tyез вины виноватые), seu romance de estreia que apareceu pela primeira vez em Vestnik Evropy em 1877. Mais tarde, ela criou seu pseudônimo como um anagrama da amada e cantora de ópera de Turgenev, Pauline Viardot.
Seguiram-se mais vários romances, incluindo Vasyuta, Little Countess, Timophey e Anna, publicados originalmente em Delo e Niva, além de alguns diários para crianças. Apréleva mudou-se para a Ásia Central de 1889 a 1906, onde continuou a escrever. Ela escreveu aproximadamente sessenta contos e artigos para o jornal Russkiye Vedomosti, de Moscou, que também era membro da equipe. Foi lá que ela publicou seus Crimean Sketches, os 26 Central Asian Sketches originais, bem como várias memórias, incluindo as de Ivan Turgenev, Alexey Pisemsky e Nikolai Shelgunov. Em 1898, sua peça Broken Shards (Битые черепки) foi produzida no palco do Teatro Maly em Moscou. Muitas de suas descrições etnográficas dos povos da Ásia Central e da Crimeia transmitiram essas culturas aos leitores russos.

### Vida pessoal e morte
Apreleva foi o modelo para o retrato de Sofia Alekseevna, irmã de Ilya Repin, irmã e regente de Pedro, o Grande.
Em 1890, casou-se com Pyotr Vasilyevich Aprelev, um funcionário do estado com quem passou 15 anos na Ásia Central, primeiro em Samarkand e depois em Tashkent. Em 1906, ela testemunhou o marido ser assassinado em sua própria propriedade em Petrovskoye, perto de Sochi, por um grupo de revolucionários de Imereti. O efeito traumático desse horror foi tal que ela quase perdeu a visão e parou de escrever por completo. Em 1920, Apreleva deixou a Rússia soviética para a Sérvia via Novorossiysk. Ela morreu em Belgrado em 4 de dezembro de 1923 e está enterrada no cemitério de Topčider.